# Ulica Wólczańska w Łodzi
Ulica Wólczańska w Łodzi – łódzka ulica długości ponad 4200 metrów, łącząca ulice Adama Próchnika i Pabianicką. Rozpoczyna się w Centrum (dzielnica Śródmieście), a kończy na Górniaku (Górna). Na początkowym odcinku równolegle do niej przebiegają aleja Kościuszki oraz ulica Gdańska. Ulica ma 265 numerów.

## Historia
Ulica powstała biorąc nazwę od wsi rządowej Wólka położonej nad Jasieniem. Regulację ulicy przeprowadzono w latach 1824–1828 podczas tworzenia osady przemysłowej, przeznaczonej pod osiedlenie tkaczy lnu i bawełny, którą nazwano Łódka. Pierwotnie zaczynała się od ulicy Cegielnianej (ob. ul. Stanisława Więckowskiego) i prowadziła na południe w kierunku Wólki. Rozkwit przeżyła pod koniec XIX wieku, kiedy pojawiły się przy niej fabryki, a z nimi siedziby przemysłowców.
- W 1826 nazywała się Wólska.
- W 1915 roku zgermanizowano ją na Spinnlinie.
- W II połowie XIX wieku i w latach 1918–1940 występowała jako Wólczańska. Ta nazwa, podobnie jak Wólska, była wciąż związana z wsią Wólka.
- W latach 1940–1945 funkcjonowała znów zniemczona nazwa Spinnlinie.
- W 1945 roku przywrócono nazwę Wólczańska.

Od roku 1860 ulica była wybrukowana. Latem 1890 roku została przedłużona od ówczesnej ulicy Cegielnianej (ob. ul. Więckowskiego) do ulicy Zawadzkiej (ob. ul. Próchnika). Nowy odcinek otrzymał od razu brukowaną nawierzchnię. W latach 1917–1918 wybrukowano odcinek od ul. Anny (ob. al. Mickiewicza) do posesji nr 257. Była to wówczas najdłuższa ulica w mieście.
6 marca 2013 Samsung Electronics Polska otworzył w University Business Park przy ul. Wólczańskiej 178 Centrum Badań i Rozwoju. Zadaniem zatrudnionych w nim osób jest przygotowywanie oprogramowania do telewizorów, telefonów oraz dekoderów telewizji cyfrowej.

## Ważniejsze obiekty
- nr 4 – obiekt fabryczny stworzony w 1868 roku przez Ottona Szultza; od 1952 – Centralna Wytwórnia Olejków Eterycznych, od 1961 – Łódzkie Zakłady Zielarskie Herbapol,
- nr 5 – kamienica Mosze Offenbacha zbudowana w 1902 roku, budynek jest siedzibą Teatru Lalek „Arlekin”,
- nr 6 – neoromańska synagoga Ezras Izrael z 1899 roku, spalona w nocy z 10 na 11 listopada 1939 roku,
- nr 12 – fabryka wyrobów wełnianych Edwarda Häntschla, założona w 1863 roku, odbudowana po pożarze w 1874,
- nr 14/16 – fabryka wyrobów wełnianych dynastii Prussaków,
- nr 17 – willa Edwarda Häntschla wykorzystana w komedii Kingsajz jako Szuflandia i Instytut Badań Czwartorzędu[4][5],
- nr 21 – przed wojną siedziba żydowskiej, syjonistycznej partii Fołkiści,
- nr 23 – przed wojną żydowskie gimnazjum żeńskie Hochsteinowej, od 1983 roku do czasu przeniesienia pod nr 202 siedziba Muzeum Oświaty Ziemi Łódzkiej,
- nr 29 – tkalnia Chaima Rumkowskiego (do 1939 roku),
- nr 31/33 – secesyjna willa Leopolda Kindermanna,
- nr 50 – fabryka dzianiny założona przez Wilhelma Lürkensa w 1884 roku,
- nr 51 – willa Juliusza Langego zaprojektowana w 1902 roku przez Franciszka Chełmińskiego,
- nr 64 – przędzalnia wełny Salomona Hirszberga,
- nr 74 – kamienica „Pod Pstrągiem”,
- nr 83 – fabryka Ernesta Wevera,
- nr 128/134 – fabryka Adolfa Daubego, Centrum Biznesowe Synergia
- nr 137 – synagoga Szmerłowicza,
- nr 149 – dom, w którym mieszkał Witold Wandurski – poeta aresztowany za działalność komunistyczną,
- nr 171/173 – Wydział Biotechnologii i Nauk o Żywności Politechniki Łódzkiej,
- nr 178 – University Business Park, wejście na tyły fabryki maszyn Józefa Johna (przy ul. Piotrkowskiej 217). University Business Park i brama wjazdowa na tyły fabryki maszyn Józefa Johna. Budowa University Business Park rozpoczęła się na początku 2008 r. i zakończyła w pierwszej połowie 2016 r. Inwestorem był Globe Trade Centre, a budowę wykonał Strabag Polska[6]. Kompleks składa się z dwóch budynków i wspólnego dziedzińca wewnętrznego. Wcześniej, od 1866 r. strona była siedzibą fabryki Józefa Johna. John rozszerzył produkcję fabryki o kotły parowe, pompy i różnego rodzaju przekładnie. W tej fabryce w 1911 r. wyprodukowano dzwon „Zygmunt”, który wisiał na wieży łódzkiej katedry (skradziony przez Niemców podczas II wojny światowej). Podczas okupacji niemieckiej fabryka produkowała broń dla Niemiec. Po wojnie fabryka została upaństwowiona w 1946 r. W latach 70. działkę, na której znajdował się kompleks, oddzieliła aleja Kościuszki. Po likwidacji Zakładów Ponar budynki kompleksu zostały wykorzystane do różnych celów, takich jak magazyny z meblami, dywany i Troja Discotech[7].
- nr 191/195 – Wojewódzki Specjalistyczny Szpital im. Mikołaja Pirogowa (dawniej św. Jana)[8],
- nr 202 – Pedagogiczna Biblioteka Wojewódzka, jedna z największych książnic w centralnej Polsce, Muzeum Oświaty Ziemi Łódzkiej,
- park im. ks. bp. Michała Klepacza, w okresie PRL park. im. Stanisława Worcella,
- nr 213 – willa Fryderyka Wilhelma Schweikerta, Wydział Inżynierii Procesowej i Ochrony Środowiska Politechniki Łódzkiej,
- nr 215 – fabryka Schweikerta, Wydział Fizyki Technicznej, Informatyki i Matematyki Stosowanej Politechniki Łódzkiej,
- nr 223 – Biblioteka Politechniki Łódzkiej, były magazyn Fabryki Schweikerta,
- nr 243 – zbudowana w 1880 roku fabryka i willa należąca do braci Wilhelma i Teodora Hüfferów, po wojnie Zjednoczone Zakłady Przemysłu Odzieżowego Wólczanka, w III RP przekształcone w spółkę Wólczanka S.A. Willa znajduje się na terenie parku Skrzywana

## Galeria

Galeria wybranych obiektów przy oraz w pobliżu ul. Wólczańskiej
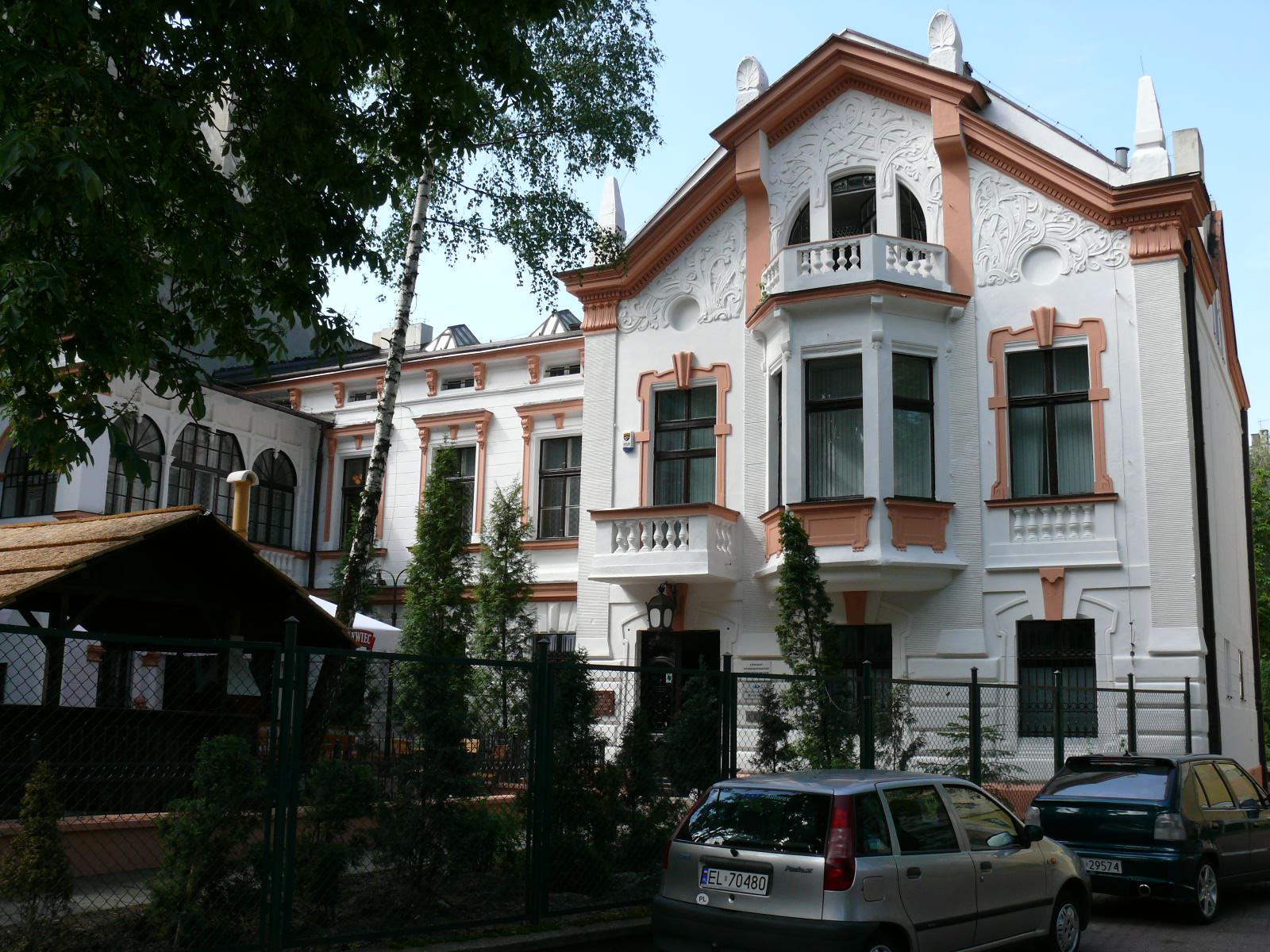
Willa Juliusza Langego
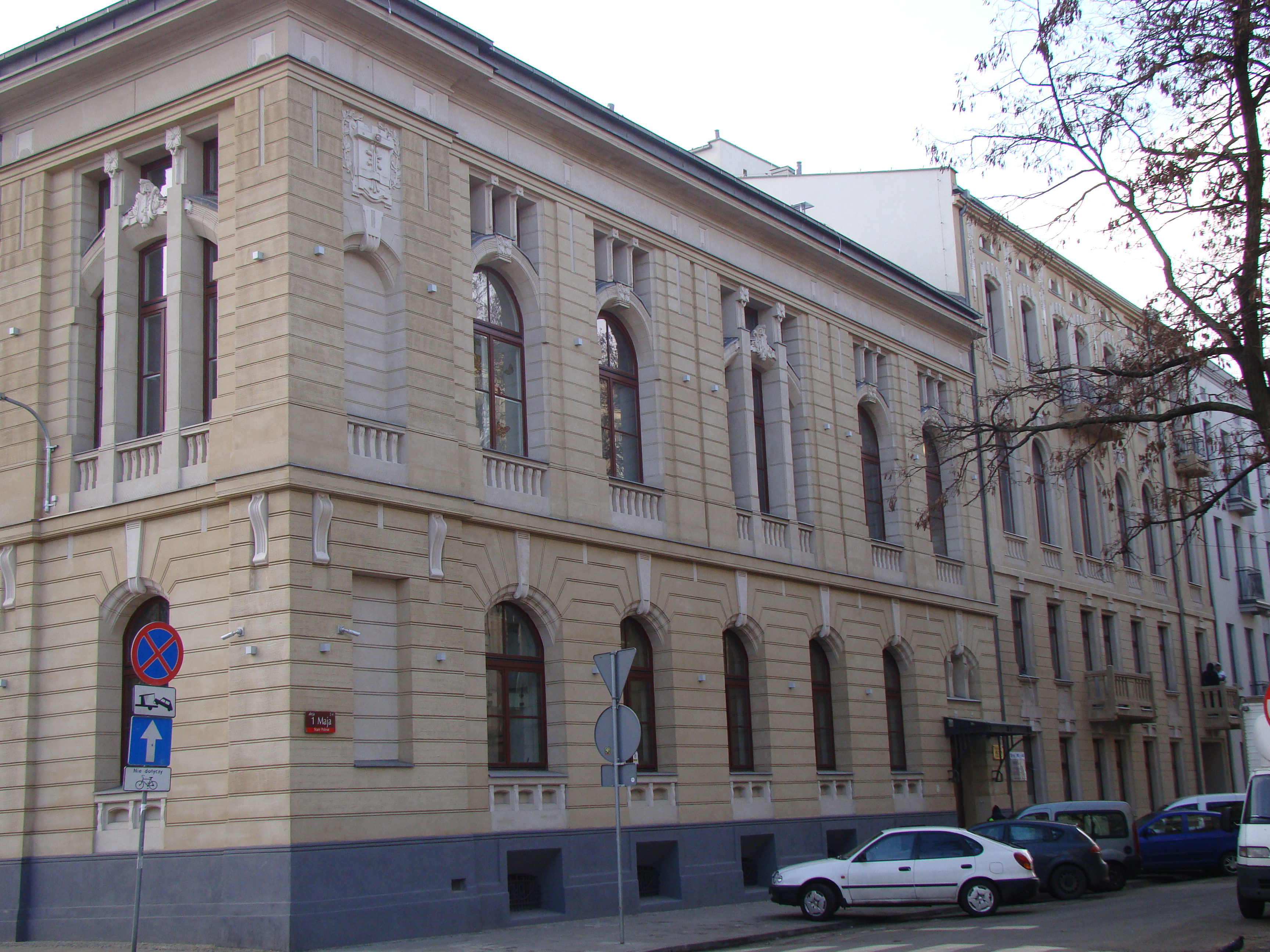
Kamienica Mosze Offenbacha, aktualnie siedziba Teatru Lalek „Arlekin”,
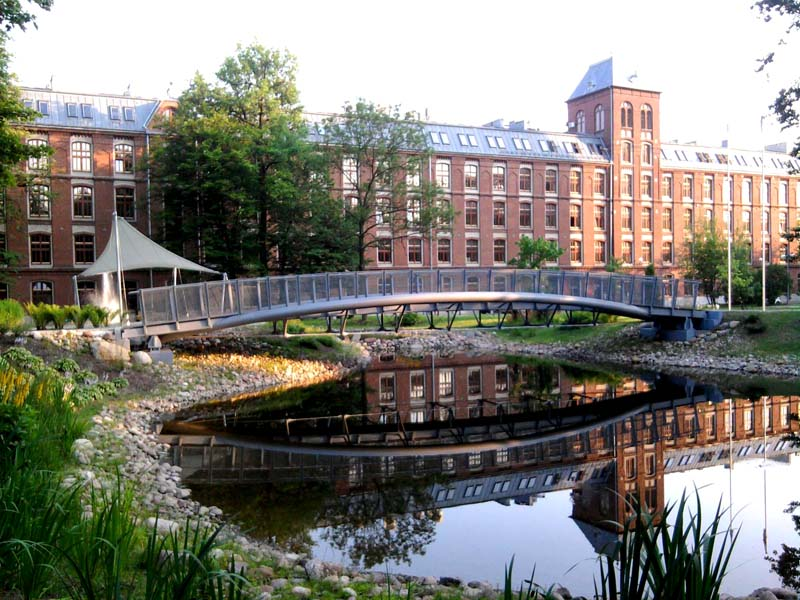
Fabryka Schweikerta, aktualnie „Budynek Trzech Wydziałów” Politechniki Łódzkiej
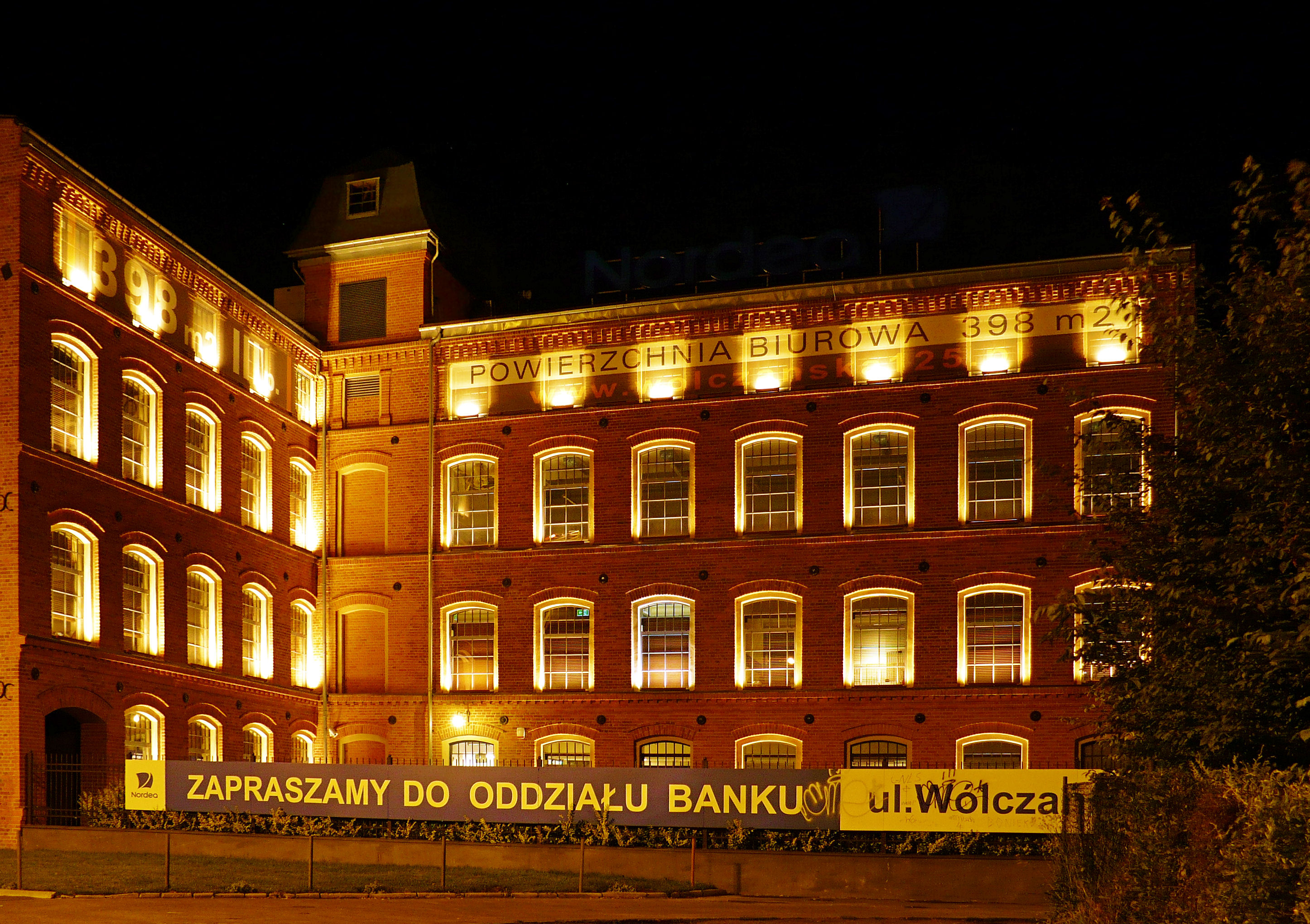
Dawna fabryka przyborów tkackich Bertschingera
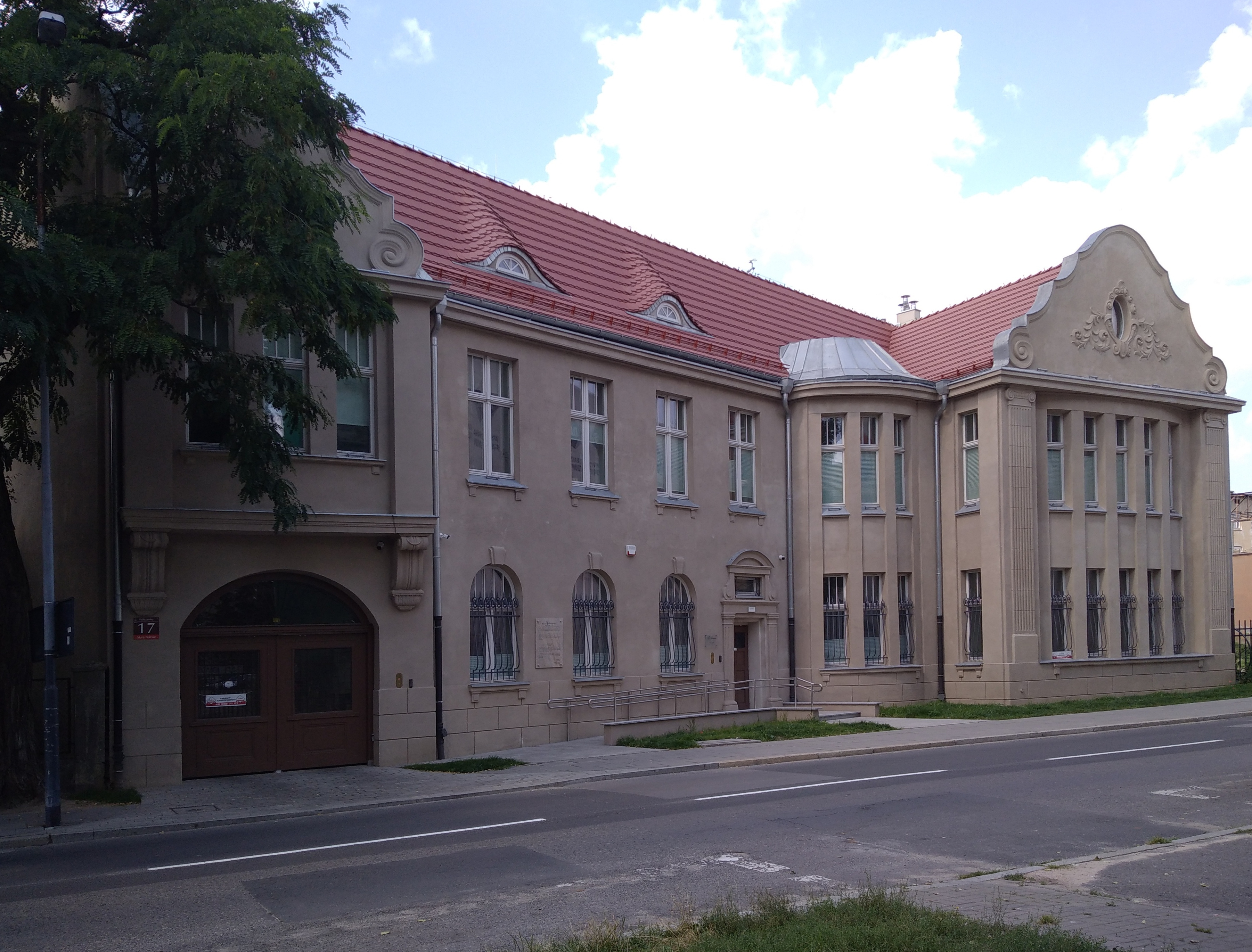
Budynek Zygmunta Teemana, który w filmie „Kingsajz” zagrał Szuflandię i Instytut Badań Czwartorzędu (sierpień 2020)